# Abel Montero
Abel Montero (17 de octubre de 1993) es un deportista dominicano que compite en judo. Ganó una medalla de bronce en el Campeonato Panamericano de Judo de 2013, en la categoría de –60 kg.

## Palmarés internacional
| Campeonato Panamericano | Campeonato Panamericano | Campeonato Panamericano | Campeonato Panamericano |
| Año                     | Lugar                   | Medalla                 | Categoría               |
| ----------------------- | ----------------------- | ----------------------- | ----------------------- |
| 2013                    | San José (Costa Rica)   | Medalla de bronce       | –60 kg                  |